# Yūta Minami
Yūta Minami (南 雄太?, Minami Yūta; Kawasaki, 30 settembre 1979) è un ex calciatore giapponese, di ruolo portiere.

## Carriera

### Club
Diventò famoso dopo un clamoroso errore da lui commesso: infatti, durante  Sanfrecce Hiroshima - Kashiwa Reysol giocata il 22 maggio 2004, nel tentativo di passare il pallone ad un difensore della propria squadra lo lanciò sbadatamente nella propria porta, facendo quindi autogol.

### Nazionale
Ha partecipato ai Mondiali Under-20 del 1999 arrivando in finale.

## Palmarès

### Individuale
- Premio Fair-Play del campionato giapponese: 1

2001